# Russell S. Ohl
Russell Shoemaker Ohl (* Januar 1898 nahe Allentown (Pennsylvania); † März 1987) war ein US-amerikanischer Elektrochemiker an den Bell Laboratories. Er gilt als Entdecker des p-n-Übergangs und dessen Lichtempfindlichkeit, was später Grundlage von Solarzellen (1954, Bell Labs) war.
Im Alter von 16 Jahren begann er sein Studium an der Pennsylvania State University. In seinem zweiten Studienjahr sah er erstmals ein Radio und hörte als ersten Rundfunk den SOS-Ruf eines Schiffes das von einem deutschen U-Boot angegriffen wurde. Im folgenden Jahr belegte er einen Kurs für Elektronenröhren. Im Ersten Weltkrieg war er im US Army Signal Corps, ging dann zu Westinghouse Electric, studierte weiter an der University of Colorado und wechselte zu AT&T.
1927 begann er bei den Bell Labs von ATT in Holmdel, New Jersey. Ohl befasste sich schon in den 1920er Jahren mit Spitzendioden aus Silizium für Detektorempfänger und zeigte 1926, dass sie im Gegensatz zu solchen aus Kupferoxid für hohe Frequenzen wie im Radio gebraucht werden konnten. Das überzeugte ihn von der Verwendung von Silizium auch in der Radarforschung in den 1940er Jahren und bemühte sich dafür möglichst reines Silizium und Germanium zu verwenden und trat dafür in den Bell Laboratories ein.
1940 stolperte er bei seinen Untersuchungen von Halbleiterkristallen über die PN-Barriere (p-n-Übergang). Das Halbleitermaterial wurde abgeschieden und der Tiegel abgekühlt. Der kristallisierte Barren wurde in Scheiben geschnitten und für Experimente genutzt. Eine seiner Proben hatte einen Riss. Bei Widerstandsmessungen an diesem Kristall bemerkte er, dass sich der Widerstand bei Lichteinwirkung drastisch ändert. Mit seinen Kollegen kam er dahinter, dass der Riss den Kristall in zwei Zonen mit unterschiedlichen Verunreinigungen getrennt hat, die sie x und y nannten (später wurden sie "P" und "N" Typ genannt). Gleich nach der Entdeckung wurde der Effekt am Bell Lab unter anderem seinem Vorgesetzten und Forschungsdirektor des Labors Mervin Kelly und Walter Brattain demonstriert.
Er ließ seine Silizium-Solarzelle patentieren. Es war wesentlich effektiver als Selen-Fotoelemente. Kommerziell wandten Bell Labs dies in einer Photo-Spitzendiode von John N. Shive 1950 an und mit der Entwicklung von pn-Übergängen mit Diffusionstechnik 1954 (Daryl Chapin, Gerald Pearson, Calvin S. Fuller).
1951 entwickelte Russell S. Ohl bei den Bell Labs in Holmdel einen halbleiterbasierten Oberwellengenerator.
1955 wurde er Fellow im Institute of Radio Engineers.
Als ihn 1958 seine Laborarbeit nicht mehr befriedigte, ging er in den Ruhestand, zog mit seiner Familie nach Kalifornien und begann, sich für Pflanzen zu interessieren.